# Гулевський Олександр Кирилович
Олекса́ндр Кири́лович Гуле́вський (1946) — український кріобіолог. Доктор біологічних наук. Професор. Заслужений діяч науки і техніки України (2008).

## Біографія
Олександр Кирилович Гулевський народився 1946 року. Після школи вступив до Харківського медичного інституту, який закінчив 1971 року. Після цього працював у Харкові у Всесоюзному технічному інституті низьких температур (ВТІНТ). 1972 року Гулевського перевели в новостворений Інститут проблем кріобіології і кріомедицини АН УРСР. У 1975—1986 роках працював над написанням докторської дисертації. 1986 року очолив лобораторію, 1989 року переформовану у відділ біохімії холодової адаптації, який з 2017 року має назву «холодової адаптації».
Завідувач відділу холодової адаптації Інституту проблем кріобіології і кріомедицини НАН України (Харків).

## Наукова діяльність
Протягом останніх 30 років наукові інтереси Олександра Кириловича сконцентровано на наступних наукових проблемах:
- Механізмів адаптації комах до низьких температур.
- Вплив низьких температур і кріопротекторів на білок синтезуючий апарат клітин і тканин ссавців.
- Вивчення бар'єрно-транспортних властивостей плазматичних мембран в процесі кріоконсервування.
- Дослідження особливостей функціонування біосинтезуючого апарату гібернуючих тварин і вплив нейропептидів фракції 1-10 кДа з головного мозку гібернуючих тварин на іонний транспорт і функціонування терморецепторів гомойотермних тварин.
- Виділення за допомогою низьких температур біологічно активних речовин з кордової крові великої рогатої худоби і людини та вивчення їх біологічної активності.
- Вплив нейропептидів, які синтезуються у головному мозку гібернуючих тварин на процеси апоптоза.

## Публікації
- Гулевский А. К., Белоус А. М., Луговой В. И. Актуальные проблемы современной криобиологии. / В сб. «Криобиология и криомедицина», К., Наук.думка, 1975, в.1, с.8-15.
- Гулевский А. К. Влияние низких температур на биосинтез белков в бесклеточной системе печени крыс. / В сб.: «Криобиология и криомедицина», К., Наук.думка, 1976, в.2, с.37-39.
- Гулевский А. К. Влияние ультранизких температур на транслирующую активность бесклеточных экстрактов различного происхождения. // Известия АН СССР сер. биол. — 1979, № 3, с.442-445.
- Гулевский А. К., Рязанцев В. В., Грищенкова Е. А., Релина Л. И. Изменения в спектре белков личинок большого мучного хрущака (Tenebrio molitor) в период холодовой акклимации // Проблемы криобиологии. — 1995.- № 4. — C. 29—32.
- Гулевский А. К., Рязанцев В. В., Грищенкова Е. А., Релина Л. И. Синтез белков и РНК в личинках большого мучного хрущака (Tenebrio molitor) при охлаждении и холодовой акклимации // Украинский биохимический журнал. — 1996. — Т. 68.- № 1. — С. 88—92.
- Белоус А. М., Гулевский А. К., Рязанцев В. В., Зинченко А. В., Релина Л. И. Изменение содержания вымерзающей воды на различных стадиях онтогенеза большого мучного хрущака Tenebrio molitor в процессе холодовой аккламации // Доповіді НАН України. — 1999. — № 6. — C. 170—173.
- Гулевский А. К., Рязанцев В. В., Грищенкова Е. А., Релина Л. И. Влияние холодовой акклимации на фосфолипидный состав у личинок большого мучного хрущака Tenebrio molitor // Проблемы криобиологии. — 2001. — № 1. — C. 84—85.
- Гулевський О. К., Тягілева В. П., Нікольченко А. Ю. Діагностичні аспекти дослідження амінотрансфераз у донорів з деяких регіонів України // Довкілля та здоров'я. — № 2 (21). — 2002. — C. 66—68.
- Гулевский А. К., Релина Л. И. Молекулярные шапероны и холодовая адаптация организмов // Проблемы криобиологии. — 2003.- № 1.- C. 26-37.
- Relina L. J. and Gulevsky A. K. A possible role of molecular chaperones in cold adaptation // Cryo-Letters. — 2003. — Vol. 24, № 4. — P. 203—212.
- Гулевский А. К., Релина Л. И., Грищенкова Е. А., Рязанцев В. В., Федулова Е. С., Карева Л. В. Изменение активности каталазы в онтогенезе чернотелки Tenebrio molitor // Вісник проблем біології і медицини. — 2004. — Вип. 1, Біологія. — C. 26—29.
- Гулевский А. К., Релина Л. И., Грищенкова Е. А., Рязанцев В. В., Федулова Е. С., Кальницкая О. Н. Количество продуктов ПОЛ и активность каталазы у чернотелки Tenebrio molitor при длительном холодовом воздействии // Проблемы криобиологии. — 2004. — № 2. — C. 50—55.
- Гулевский А. К., Никольченко А. Ю., Сомов А. Ю., И. И. Щенявский, Петренко А. Ю. Влияние предварительного введения фракции до 5 кДа из кордовой крови на процессы сопряженного дыхания в митохондриях печени крыс. // Вісник проблем біології і медицини. — 2012. — Вип. 1 (91). — С. 104—106.
- Гулевский А. К., Третьяк Д. В., Релина Л. И., Никольченко А. Ю. Эффект холодовой акклимации на криопреципитацию белков Tenebrio molitor в присутствии дегидратирующего агента полиэтиленгликоля // Доповіді НАН України. — 2016. — № 4. — С. 99-105.
- Гулевский А. К., Моісєєва Н. М., Абакумова О. С., Щенявський І. Й., Нікольченко А. Ю., Горіна О. Л. Пат. 69652 Україна, МПК А 61К 35/14. Спосіб отримання низькомолекулярної фракції із кордової крові великої рогатої худоби. заявник ІПКіК НАН України. — № u 201112006; заявл. 12.10.2011; опубл. 10.05.2012, Бюл. № 9.
- Гулевский А. К., Моісєєва Н. М., Горіна О. Л., Нікольченко А. Ю., Щенявський І. Й. Вплив низькомолекулярної фракції (до 5 кДа) з крові те-лят і з плаценти корів у складі кремів на процес загоєння опікових ран у щурів // Експериментальна та клінічна фізіологія і біо-хімія. — 2017. — 3. — С. 32-39. https://doi.org/10.25040/ecpb2017.03.032
- Гулевский А. К., Щенявский И. И., Никольченко А. Ю. Кордовая кровь и ее компоненты: биологические особенности, клиническое применение, хранение в криобанках / Харьков: Издательский Дом «Райдер». — 2017. — 344 стр. ISBN 978-966-1511-45-2

## Нагороди, премії
- 1990 — премія імені Олександра Палладіна АН УРСР (разом із Аполлоном Білоусом і Валерієм Бондаренком) за цикл робіт «Дослідження механізмів кріопошкоджень біологічних мембран», присвячених виявленню та аналізу молекулярних порушень структурної організації і функції біологічних мембран за впливу на них низьких температур. Досліджено також процеси, які виникають у субклітинних структурах та штучних мембранах під впливом охолодження в широкому діапазоні температур, і зміни хімічного складу мембран за дії низьких температур. Встановлено, що основою цих змін є активація мембранних фосфоліпідів та індукція вільнорадикального окислення ліпідів [1].
- 27 листопада 2008 року — звання «Заслужений діяч науки і техніки України» за визначні особисті заслуги у розвитку вітчизняної науки, зміцнення науково-технічного потенціалу Української держави та з нагоди 90-річчя Національної академії наук України [2].